# Scaphytopius obajuba
Scaphytopius obajuba är en insektsart som beskrevs av Keti Maria Rocha Zanol 2000. Scaphytopius obajuba ingår i släktet Scaphytopius och familjen dvärgstritar. Inga underarter finns listade i Catalogue of Life.